# Julia Bax

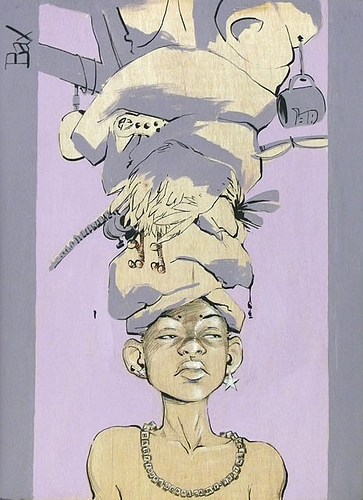
Arte produzida durante a HQ na BA.

Julia Nascimento Bacellar (nascida em Belém, Pará), mais conhecida como Julia Bax, é uma quadrinista brasileira. Formada em Economia, começou sua carreira nos quadrinhos nas revistas Kaos! e Quebra-Queixo Technorama, trabalhos que lhe garantiram, em 2006, o prêmio de "desenhista revelação" no Troféu HQ Mix. Continuou sua carreira no exterior, trabalhando para a Marvel Comics (onde trabalhou na revista X-Men: First Class), Boom Studios, Devil's Due e Le Lombard, além de fazer ilustrações para diversas editoras e jornais do Brasil.
Durante dois anos, publicou tirinhas mensais no caderno Folhateen do jornal Folha de São Paulo, tirinhas essas compiladas no álbum Histórias que me contaram. Em 2013 lançou, juntamente com o roteirista Diogo Bercito, o álbum REMY, história sobre conflitos de um garoto que convive com a bronquite, na mesma época Julia também trabalhava com a editora francesa Le Lombard, na qual publicou o álbum PINK DAIQUIRI.
No segundo semestre de 2015 tem trabalhado na HQ QUINA, projeto selecionado pelo Proac 2014, com lançamento previsto para o primeiro trimestre de 2016. Além disso sai na França Princesse com Antoine Ozanam em janeiro de 2016, novamente pela Le Lombard, albúm que será pintado em aquarela, técnica vastamente pesquisada e aplicada em sua produção atual; tal pesquisa se evidencia em seu artbook A Forma da Luz, lançado em 2015.